# ثقافة أوكرانية
الثقافة الأوكرانية تركيب يشتمل على القيم المادية والروحية للشعب الأوكراني التي تشكلت على مر تاريخه. تتراكب الثقافة على نحو وثيق مع الدراسات العرقية المتعلقة بالأوكرانيين الإثنيين وعلم التاريخ الأوكراني الذي يركز على تاريخ كييف والمنطقة المحيطة بها.

## التاريخ
رغم نضال البلد في كثير من الأحيان للحفاظ على استقلاله، تمكن شعبه من الاحتفاظ بمقتنياته الثقافية، وهو فخور بالتراث الثقافي الكبير الذي خلّفه. ساهم عديد من الكتاب في مجال التاريخ الأدبي للبلاد مثل تاراس شيفتشينكو وإيفان فرانكو. شهدت الثقافة الأوكرانية انتعاشًا كبيرًا مثل استقلال البلاد سنة 1991.
يعتقد أن الثقافة الأوكرانية الحديثة تحدرت من الدولة القديمة لروس الكييفية، التي كان مركزها في كييف، فضلًا عن إمارة غاليسيا فولينيا/ التي يدعي الأوكرانيون أن كلًا منها سلف تاريخي لهم، بالتالي فإن لديها ثقافة وتاريخ مشتركين مع الدول المجاورة، مثل بيلاروس وروسيا. أشار المؤرخ الأوكراني والأكاديمي والسياسي في جمهورية أوكرانيا الشعبية، ميخايلو هروشيفسكي، إلى أوكرانيا باسم «أوكرانيا-روس» مشددًا على التاريخ الأوكراني لروس الكييفية.
يعتبر الفن الشعبي الفلاحي، والتطريز، والعمارة العامية، أمورًا من صلب الثقافة الأوكرانية، وكثيرًا ما تحدد عناصرها بالموارد المتاحة في وقتها. ما زالت الاتباع القوي للفن الشعبي والتطريز قائمًا حتى يومنا هذا، إذ يعتبر التطريز الأوكراني في كثير من الأحيان شكلًا من الفنون في حد ذاته.
تأثرت العادات الأوكرانية تأثرًا شديدًا بالكنيسة الأرثوذكسية الشرقية، وأيضًا بتقاليد من الميثولوجيا السلافية. وحدت الحقبة السوفييتية ثقافات العديد من الدول غير المترابطة بلغة مشتركة، وأدت إلى الاستيلاء على العديد من ثقافة الجمهوريات الاشتراكية وهويتها. حصدت الثقافة الأوكرانية تأثيرًا كبيرًا من ثقافات سلافية شرقية أخرى مثل الثقافة الروسية والبيلاروسية.
تعين على الثقافة الأوكرانية التغلب على عقبات عديدة من أجل البقاء والحفاظ على أصالتها، وذلك لأن القوى والإمبراطوريات الأجنبية التي هيمنت على البلاد وشعبها في الماضي كثيرًا ما نفذت سياسات هدفت إلى إدماج الشعب الأوكراني واستيعابه من سكانها، فضلًا عن محاولة القضاء على عناصر الثقافة وتطهيرها. مثلًا، شكلت سياسة إضفاء الطابع الروسي عقبات كبيرة أمام الثقافة الأوكرانية.
في حين تتقدم أوكرانيا نحو الحداثة، فإنها تظل بلدًا تقليديًا للغاية، إذ إن لاحترام بعض العادات والممارسات دور محوري في ثقافتها. تستند عديد من الأعياد والأحداث الأوكرانية الهامة إلى التقويم الجولياني القديم، وبالتالي تختلف عن نظيراتها الغريغورية. تشمل هذه المناسبات عيد الميلاد وعيد رأس السنة، وهما عيدان مهمان للغاية في الثقافة الأوكرانية.

## العادات

### العطل والاحتفالات
إن للتجمعات الاجتماعية مثل «فيتشورنيتسي (تعني المساء)» تاريخ طويل في الثقافة الأوكرانية، وكذلك الحال مع الأعياد التقليدية مثل «يوم إيفان كوبالا»، و«عيد الماسلينيتسا (أسبوع المرافع)»، و«كوليدواني»، و«مالانكا»، حيث يشكل الناس تجمعات كبيرة. رازوم ناس باهاتو، ناس ني بودولتي» هو تعبير ثقافي وسياسي شعبي يستخدمه الأوكرانيون التقليديون والمتحضرون على حد سواء، وتترجم إلى «معًا نحن الكثرة، لا يمكن هزيمتنا!».

#### الأعراس
إن لحفلات الزواج الأوكرانية التقليدية طقوس كثيرة تشمل الموسيقى والرقص، الشرب والأكل، واحتشاد الناس. يتألف الزفاف من ثلاثة أجزاء منفصلة يمكن أن تدوم أيامًا أو حتى أسابيع. أولًا هناك خطوبة، ثم المراسم، يعقبه حفل كبير. تشكل الخطبة ذهاب العريس إلى والدي العروس للمساومة على المهر الذي سيدفعه العريس ولطلب بركة والديها. هناك العديد من القصص في الموروث الشعبي الأوكراني عن خطف عروس من دون دفع العريس للمهر. غالبًا ما تشارك العروس بالهروب طواعية دون موافقة والديها. في المقابل، يمكن للعروس رفض عرض الزواج، وفي هذه الحالة، من المعتاد أن يلتقي والدا العروس بالعريس عند الباب حاملين ثمرة يقطين، فتصل إليه الرسالة. بعد التوصل إلى اتفاق، يعقد الزواج الرسمي في كنيسة، غالبًا في مراسم جماعية مع أزواج آخرين. يعقب ذلك احتفال في المنزل بمشاركة المجتمع بأكمله.

### اللغة
اللغة الرئيسية هي الأوكرانية. إلا أن بعض المواطنين الأوكرانيين يتحدثون الروسية أيضًا.

### احترام السلطة
ثمة قول شائع بين الأوكرانيين: «إن شدة قواعد المرور في بلدنا تعوض عن عدم ضرورة اتباعها». ويرجع هذا الافتقار النسبي إلى الاحترام في الأساس إلى انعدام الثقة إلى أي نوع من أنواع حكم الدولة والدوائر التابعة لها. تظهر آخر البحوث الاجتماعية أن 12% فقط من السكان يعتقدون أن قادتهم وموظفيهم العموميين يقومون بعمل جيد في إدارة السياسات الداخلية والخارجية للبلاد. إلى جانب ذلك، يستشري الفساد في أوكرانيا، خصوصًا في مجال الحكم في أي دائرة، ما يشكل المزيد من حالة عدم احترام السلطة.

### الدين
يمارس الدين في كل أنحاء البلاد. أكثر الديانات انتشارًا هي المسيحية الأرثوذكسية الشرقية والكاثوليكية الشرقية والكاثوليكية الرومانية. الكنيسة الأكبر في البلاد هي الأرثوذكسية الأوكرانية. يمارس أتباع الكنيسة الكاثوليكية اليونانية الأوكرانية، وهي ثاني أكبر كنيسة، الطقوس البيزنطية، لكنهم متحدون مع الكنيسة الكاثوليكية الرومانية.

## المطبخ
يشكل الطعام جزءًا هامًا من الثقافة الأوكرانية. تستخدم أطعمة محددة في كل من عيد الفصح وعيد الميلاد. في عيد الميلاد مثلًا، يعد الناس طبق الكوتيا، وهي مزيج من البرغل الخشن (الغروت)، وبذور الخشخاش، العسل، وأنواع من الخبز المحلى.
يتكون النظام الغذائي الأوكراني العادي من الأسماك والجبن ومجموعة متنوعة من النقانق. يحظى «جبن الرأس» (طبق من لحم رأس الخنزير أو العجل) بشعبية كبيرة في أوكرانيا، وأيضًا كولباسا، وهو نوع من النقانق. عادة ما يكون الخبز جزءًا أساسيًا من كل وجبة، ويجب ضمه لكي تكون الوجبة «كاملة». إذ إنه في عيد الميلاد، تجري العادة في تناول وجبة مؤلفة من 12 طبقًا. هناك أيضًا البيسانكا في عيد الفصح، وهو بيض ملون ومزين. يأخذ تشكيل هذا البيض عملية طويلة، ويستخدم للعرض في مركز الطاولة بدلًا من تناوله.
غالبًا ما يلقي الأوكرانيون نخب الصحة الجيدة، ويجلسون حول طاولة الطعام منخرطين في محادثات مع العائلة والأصدقاء. غالبًا ما يشربون الشاي أو النبيذ أو القهوة بعد ذلك مع حلوى بسيطة، كفطائر الفواكه. تشمل الأطعمة الشائعة سالو، وشوربة بورش، وتشكن كيف، وبيروغة، وبيلاف.

## الفن

### العمارة
تعكس العمارة الأوكرانية السمات المميزة للموقع المبنية فيه وكذلك الفترة الزمنية. يتأثر التصميم والبناء بالمناخ السياسي والاقتصادي القائم.

### العمارة العامية
لدى مختلف المناطق في أوكرانيا أسلوبها المميز في العمارة العامية، وذلك استنادًا للتقاليد المحلية والمعارف المتناقلة عبر الأجيال. يثع متحف العمارة الشعبية في مدينة بيريياسلاف. يحتوي المتحف المفتوح في الهواء الطلق على 13 معرضًا، و122 مثالًا للعمارة الوطنية، وأكثر من 30 ألف قطعة ثقافية تاريخية. إن متحف التشطيبات الزخرفية أحد المتاحف البارزة التي تحافظ على الأعمال اليدوية بتطبيقات العمارة التشكيلية في أوكرانيا. تستخدم تشطيبات الطلاء أنماط التصميم التقليدية القديمة.

### فن الزينة والفن التشكيلي
في مناسبات خاصة، يتحول كل جانب من جوانب الحياة العادية إلى شكل فني زخرفي من أشكال التعبير الفني تنطوي الزخرفة والتصميم على الرمزية، والطقوس الدينية، والمعنى من مخطوطة بيريسوبنيتسيا المذهّبة إلى البيض الملون وفن الورق، تحمل التفاصيل المعقدة معنىً قديمًا فقد الكثير من التاريخ الشفهي الأوكراني خلال السنوات 300 من إضفاء الطابع الروسي على أوكرانيا، حين منعت الثقافة واللغة الأوكرانيتان.